# 警察會館
25°02′40″N 121°30′58″E / 25.044503°N 121.516185°E

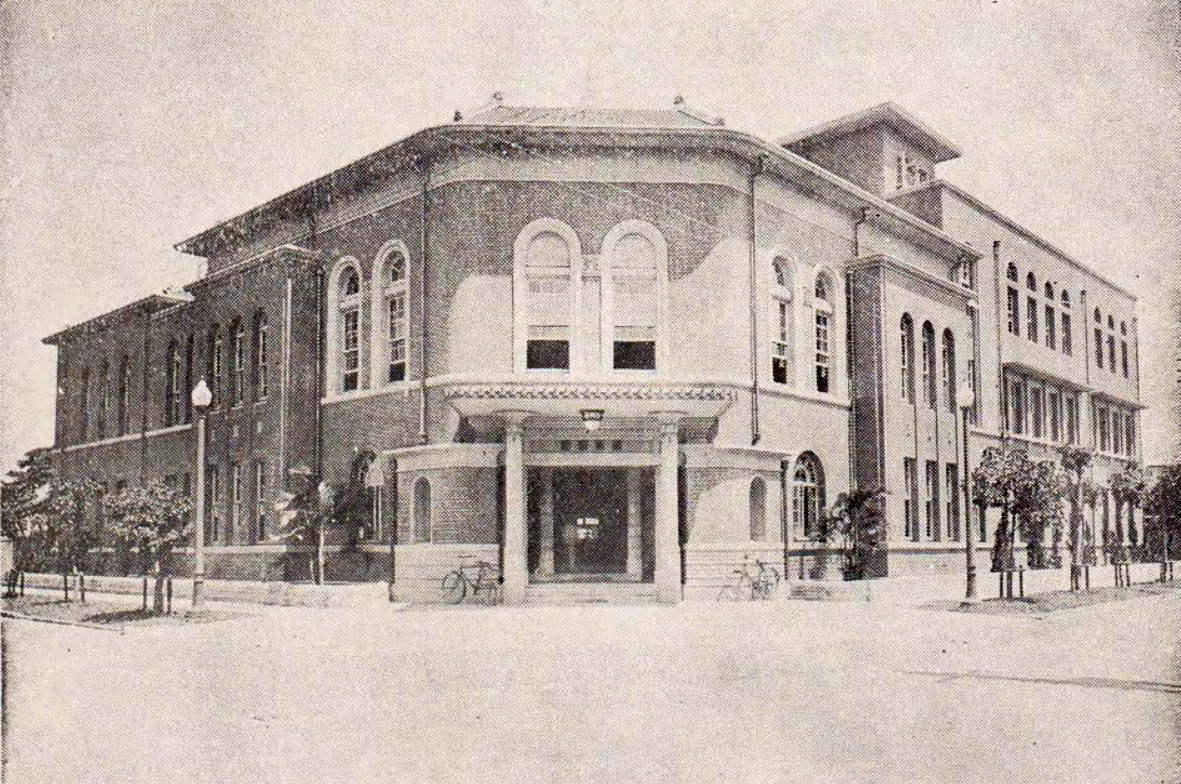
警察會館全景

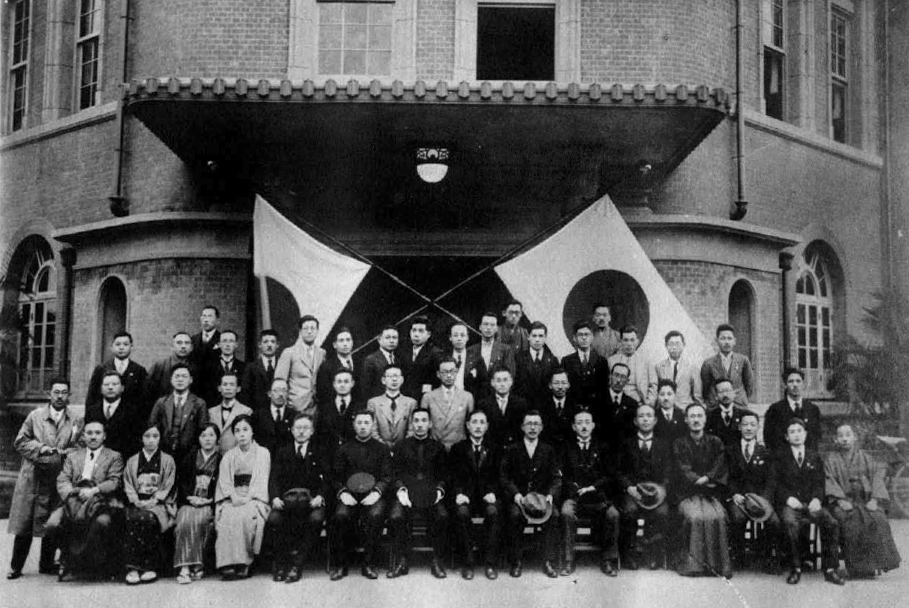
1931年4月3日，在警察會館舉行第15回臺灣齒科醫師會定期總會

警察會館是曾經存在台北市中正區的一棟建築，其於1930年完工，位於臺北市明石町一丁目（今南陽街、信陽街口），在台灣日治時期是由臺灣警察協會經營的設施，主要提供臺灣警察協會會員、臺灣救濟團職員住宿、休閒、講習使用，會館的大講堂亦不時外借舉辦演講、展覽。
二戰後，警察會館成為中國國民黨臺灣省黨部，地址為南陽街15號，其於1957年搬遷至台中後改用臺中公會堂辦公，原警察會館則移交台北市黨部，並約於1960年將其拆除改建為現今之四層樓建物並出售，後來此處曾作為「公教人員保險聯合門診中心」（1962年至1971年）。

## 介紹
臺灣警察協會在1928年即提出警察會館的建設計畫，目的是作為慶祝裕仁皇太子在1928年11月即位的御大典紀念事業，於是決定設立可供警員講習、住宿、娛樂空間的公共會館。臺灣警察協會的高層在討論後，決定預算為16萬圓（其中臺灣救濟團捐獻10萬元），並委託臺灣總督府官房營繕課長井手薰設計，及由台北的松永組（松永彥次郎）施工，家具等設備則大部分由臺北刑務所製作。在興建時，臺灣警察協會曾舉辦警察會館的命名活動，在1930年1月公布了第二輪投票的名稱，前五名分別為：旭會館、旭友會館、昭和會館、警友會館、警友社，但於同年7月決定仍以「警察會館」為名。
警察會館為三層樓的磚造建物，在1929年7月26日動工，1930年9月30日完工，同年12月1日開館，設有本館及一層樓的木造附屬平房。本館外觀使用為北投窯業會社製的黃褐色小口磁磚，及運用蘇澳出產礫石砂做的洗石子。其設計監造為台灣總督府官房營繕課的井手薰、太田良三、宮川福松，工程費約13萬5千圓。本館的各層樓空間如下：
- 一樓：車寄、踏込、玄關、廣間、應接室、事務室、娛樂室、食堂、炊事場、宿值室、倉庫、寫真室、浴室、洗手間、廁所
- 二樓：講堂、研究室、客房、洗手間、廁所
- 三樓：陳列室、大廣間、客房、陽台、洗手間、廁所[9]

## 舉辦活動
- 臺灣齒科醫師會
- 臺灣建築會座談會
- 臺灣山岳會懇談會
- 臺灣畜産協會創立總會
- 全島藥局長協議會
- 臺北尺八專門家協會演奏會

## 備註
1. ↑  財團法人臺灣救濟團於1912年成立，主要負責從事蕃地事務殉職警員祭祀及其家屬的救濟、撫卹、慰問等